# Роджер Пенроуз
Сер Роджер Пенроуз (англ. Roger Penrose; нар. 8 серпня 1931, Колчестер, Англія) — англійський науковець, активно працює в різноманітних галузях математики, загальної теорії відносності та квантової теорії; автор теорії твісторів, відомий також своїми науково-популярними книжками з космології та теорії штучного інтелекту.
Роджер Пенроуз очолює катедру математики Оксфордського університету, а також є почесним професором багатьох закордонних університетів і академій. Він є членом Лондонського королівського товариства. Серед його нагород — премія Вольфа (1998, спільно з Стівеном Гокінгом), медаль Коплі (2008), премія Альберта Ейнштейна і медаль Королівського товариства, Нобелівська премія з фізики (2020). У 1994 за видатні заслуги в розвитку науки королевою Англії йому надано лицарський титул.

## Біографія
Дід Роджера Пенроуза по батьківській лінії — Джеймс Дойл Пенроуз (James Doyle Penrose) — був професійним художником, а баба — Джозефін Пековер (Josephine Peckover) — походила із заможної квакерскої родини банкірів. Баба Роджера Пенроуза по материнській лінії — уроджена Сара Мара Натансон (Sara Mara Natanson) — була піаністкою, походила з латвійської єврейської сім'ї й жила в Санкт-Петербурзі доти, доки, розірвавши відносини з колишніми родичами, не покинула Росію після знайомства з його дідом-англійцем, Джоном Бересфордом Літсом (John Beresford Leathes), професором фізіології, членом Королівського товариства.
Батьки Роджера Пенроуза — Лайонел Шарплз Пенроуз і Маргарет Літс (Margaret Leathes) — мали медичну освіту. Маргарет була лікарем, а Лайонел — медичним генетиком, членом Королівського товариства. Роджер народився під час їх перебування в Колчестері, де його батько брав участь в дослідницькому проекті. Роджер Пенроуз має двох братів: Олівера Пенроуза, також математика та фізика, і Джонатана Пенроуза, відомого шахіста і психолога за професією.
У 1939 році сім'я переїхала в США, а потім до Канади — в місто Лондон в провінції Онтаріо, де Роджер відвідував школу. В цей же час у нього почав формуватися інтерес до математики. Джерелом цього інтересу було захоплення нею батька і матері (особливо геометрією). Ця обставина вплинула, перш за все, і на Олівера, який перевершував у математиці та фізиці своїх однолітків.
Після закінчення війни в 1945 році родина Пенроузів повернулася до Англії і оселилася в Лондоні. Роджер відвідував школу Університетського коледжу Лондона, де його батько обіймав посаду професора генетики людини. Інтерес майбутнього вченого до математики ставав дедалі сильнішим, і до закінчення школи йому довелося вибирати між спеціалізацією з біології та хімії (щоб потім отримати медичну освіту і продовжити сімейну традицію) та спеціалізацією з математики, фізики й хімії. Пенроуз вибрав останнє, чим неабияк засмутив батьків.
Після отримання почесного (з відзнакою) ступеня бакалавра математики в Університетському коледжі, Роджер, наслідуючи приклад Олівера, вступив до Кембриджського університету (коледж святого Джона), вирішивши, на відміну від брата, який зайнявся фізикою, спеціалізуватися в чистій математиці, і почав дослідження з алгебраїчної геометрії під керівництвом Вільяма Ходжа. З останнім він пропрацював лише рік, оскільки той вирішив, що проблеми, якими цікавиться Пенроуз, лежать поза цариною його власних інтересів. У наступні два роки керівником Пенроуза був Джон Тодд.
Ось як Роджер Пенроуз описує деякі курси, що мали на нього особливий вплив:

Пам'ятаю, як я відвідував три курси, жоден з яких не мав жодного відношення до тих досліджень, якими я збирався займатися надалі. Одним з них був надзвичайно цікавий курс із загальної теорії відносності Германа Бонді; у Бонді був чудовий стиль читання лекцій, наче одухотворяв предмет обговорення. Іншим — курс з квантової механіки Поля Дірака, прекрасний із зовсім іншого боку; у нього був просто ідеальний збірник лекцій, вони здавалися мені вкрай натхненними. А третім, який згодом виявився надзвичайно корисним, хоча в той час я і не підозрював, що так станеться, був курс математичної логіки Стіна. Я довідався про машини Тюрінга і теорему Геделя і, думаю, саме в той час у мене сформувалися уявлення, яким я залишаюсь вірним досі, — що в явищах, пов'язаних із мисленням, особливо щодо нашого розуміння математики, існує щось, чого не можна охопити жодними обчисленнями. Цей погляд засів у мені ще відтоді.
Оригінальний текст (англ.)
I remember going to three courses, none of which had anything to do with the research I was supposed to be doing. One was a course by Hermann Bondi on general relativity which was fascinating; Bondi had a wonderful lecturing style which made the subject come alive. Another was a course by Paul Dirac on quantum mechanics, which was beautiful in a completely different way; it was just such a perfect collection of lectures and I really found them extremely inspiring. And the third course, which later on became very influential although at the time I didn't know it was going to, was a course on mathematical logic given by Steen. I learnt about Turing machines and about Gödel's theorem, and I think I formulated during that time the view I still hold that there is something in mental phenomena, something in our understanding of mathematics in particular, which you cannot encapsulate by any kind of computation. That view has stuck with me since that period.

Ступінь доктора філософії за роботи в галузі алгебри і геометрії Пенроуз отримав в 1957 році. До того часу його вже захопила фізика. Особливо вплинув тут на нього відомий фізик і друг його брата Денніс Шіама.
У 1954 році Роджер і Лайонел Пенроузи опублікували в Британському журналі психології статтю про дві класично неможливі фігури: неможливий трикутник і нескінченні сходи. У цій статті неможливий трикутник був зображений в його класичному  — трьох з'єднаних під прямим кутом балок, зображених з ефектом перспективи. Пізніше, під впливом цієї статті голандський художник Мауріц Ешер створив свої знамениті літографії «Водоспад» і «Сходження та спуск».
Упродовж 1956–1957 академічних років Пенроуз читав лекції з чистої математики в у Бедфордському коледжі в Лондоні, а потім отримав посаду дослідника в рідному коледжі в Кембриджі, де провів три роки. Тоді ж (у 1959 році) він одружився з Джоан Ізабель Ведж (Joan Isabel Wedge).
Отримавши ще до закінчення навчання грант НАТО, вчений поїхав до США на 1959–1961 роки і працював у Принстонському і Сіракузькому університетах. Упродовж 1961–1963 років він обіймав посаду наукового співробітника в Королівському коледжі в Лондоні. У 1963–1964 його запрошено на посаду ад'юнкт-професора в Техаському університеті в Остіні.
У 1964 році Пенроуз був призначений лектором у коледжі Беркбека в Лондоні, а двома роками пізніше — професором прикладної математики там же.
У 1973 році Пенроуз зайняв посаду Роузболлового професора математики в Оксфордському університеті, яку він утримував до 1998 року, після чого залишився емеритом на тій же посаді, продовжуючи займати її донині. У тому ж 1998 році він був призначений Грешемським професором геометрії у Грешемському коледжі в Лондоні (до 2001 року). У жовтні 2012 року Пенроуз перебував у Києві й прочитав дві лекції в Інституті міжнародних відносин Київського університету та КПІ (текст лекції).

## Дослідження та кар'єра
У період з 1956 по 1957 рік Роджер Пенроуз працював асистентом-лектором у Бедфордському коледжі (тепер частина Університету Роял-Голловей в Лондоні). Після цього він став науковим співробітником у Коледжі Святого Іоанна в Кембриджі, де провів три роки. У 1959 році, саме в цей період, він одружився з Джоан Ізабел Ведж. До завершення цієї посади Пенроуз отримав дослідницьку стипендію НАТО на 1959–1961 роки, що дало йому можливість працювати спочатку в Принстонському університеті, а потім у Сірак'юському університеті. Повернувшись до Лондона, він продовжив свою дослідницьку діяльність у Королівському коледжі з 1961 по 1963 рік. Після цього Пенроуз знову вирушив до США, де з 1963 по 1964 рік працював запрошеним доцентом в Університеті Техасу в Остіні. В подальшому він обіймав тимчасові наукові посади в кількох престижних університетах, зокрема в Ієшивському університеті, Принстоні та Корнеллі (1966–1967 і 1969 роки).
У 1964 році, працюючи читачем у Біркбекському коледжі в Лондоні, Роджер Пенроуз зацікавився астрофізикою завдяки космологу Деннісу Шіамі, який тоді працював у Кембриджі. Як зазначає Кіп Торн з Калтеху, «Роджер Пенроуз революціонізував математичні інструменти, які ми використовуємо для аналізу властивостей простору-часу». До цього часу робота над кривою геометрією загальної теорії відносності обмежувалася конфігураціями з достатньо високою симетрією, для яких рівняння Ейнштейна можна було розв'язати явно, і існували сумніви щодо того, чи є такі випадки типовими. Один з підходів до цього питання полягав у використанні теорії збурень, розробленої під керівництвом Джона Арчибальда Вілера в Принстоні. Однак Пенроуз запропонував більш радикальний підхід: він запропонував не звертати увагу на детальну геометричну структуру простору-часу, а зосередити увагу на його топології або, у найкращому випадку, на його конформній структурі. Історична робота Пенроуза «Гравітаційний колапс і сингулярності простору-часу» мала важливість не лише через отримані результати, а й через те, що вона показала шлях до отримання подібних загальних висновків в інших контекстах, зокрема в космологічному Великому вибуху, який він розглядав у співпраці з одним з учнів Сіами, Стівеном Гокінгом.
В контексті гравітаційного колапсу Роджер Пенроуз зробив один з найбільш значущих внесків у розвиток теорії чорних дір через своє припущення. Згідно з цим припущенням, будь-які сингулярності, що виникають внаслідок колапсу масивної зорі, не будуть видимі в зовнішньому просторі, а будуть обмежені горизонтом подій, який оточує приховану область простору-часу. Віллер, у свою чергу, ввів термін «чорна діра» для опису цієї області простору, де відбувається таке колапсування. Це означає, що в зовнішній області, яка оточує чорну діру, залишатиметься видима зона з сильною, але скінченою кривизною простору-часу, в якій можливий процес витягнення частини гравітаційної енергії через так званий «процес Пенроуза». Цей процес описує механізм, за допомогою якого частина енергії може бути виведена з чорної діри, коли в межах горизонту подій розділяється об’єкт (наприклад, матеріальний потік), і частина цієї енергії вивільняється в зовнішній простір. Ці ідеї стали основою для пояснення багатьох астрономічних явищ, зокрема активних ядер галактик та квазарів, де величезна кількість енергії вивільняється в результаті акреції навколишньої матерії в чорні діри.
У 1979 році Роджер Пенроуз сформулював "гіпотезою сильної цензури". Згідно з цією гіпотезою, сингулярності, що виникають в результаті гравітаційного колапсу, не будуть видимі ззовні, оскільки вони будуть приховані горизонтом подій чорної діри. Тобто, вся інформація про ці сингулярності, що виникають у межах горизонту подій, буде недоступна для зовнішнього світу, що відповідає за відсутність «видимих» катастрофічних ефектів у просторі-часі за межами чорної діри. Також у 1979 році Пенроуз запропонував свою відому гіпотезу про тензор Вейля, яка мала великий вплив на розуміння початкових умов Всесвіту. Він висунув ідею, що тензор Вейля, що є важливим елементом теорії гравітації, має відношення до термодинамічних процесів, зокрема до другого закону термодинаміки. Ще один важливий внесок Пенроуза в теоретичну фізику стосується явища, яке він разом із Джеймсом Терреллом описав як обертання об'єктів, що рухаються близько до швидкості світла. Вони усвідомили, що такі об'єкти виглядають так, наче вони зазнають специфічного перекручування або обертання, ефект, який отримав назву форма релятивістських об'єктів або обертання Пенроуза–Террелла. Це явище стало важливою частиною теоретичних досліджень в області спеціальної теорії відносності та астрофізики, оскільки воно допомогло зрозуміти, як рух об'єктів при високих швидкостях змінює їхнє спостережуване зображення.

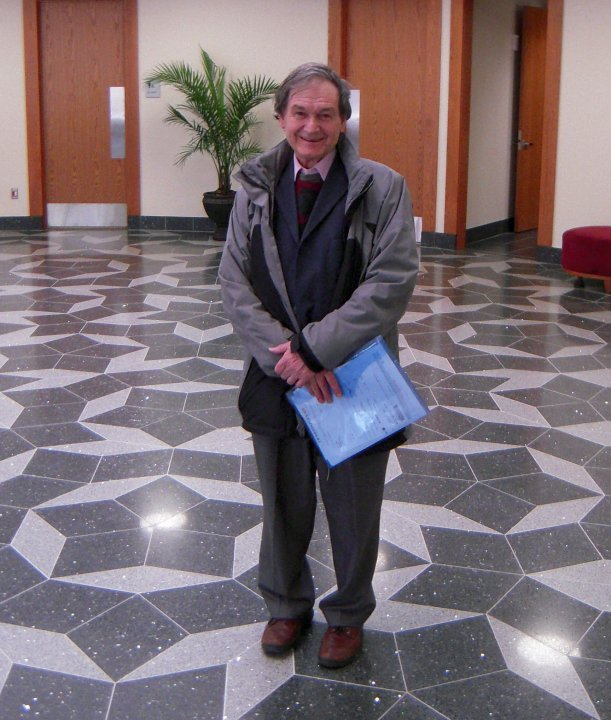
Роджер Пенроуз стоїть на підлозі, вкритій мозаїкою Пенроуза

Роджер Пенроуз також став відомим завдяки своєму відкриттю в 1974 році — мозаїка Пенроуза. Це спеціальні плитки, які можна використовувати для покриття площини, але вони не можуть бути розташовані в повторюваному, періодичному порядку. Це означає, що їхнє розташування не може повторюватися, як, наприклад, плитки на звичайній підлозі. Плитки Пенроуза були першими плитками, які мали п’ятизахідну симетрію обертання, що раніше не спостерігалося в природі чи математиці. Це відкриття стало важливим кроком у вивченні складних геометричних форм і симетрій. У 1984 році такі закономірності спостерігалися в розташуванні атомів у квазікристалах. Це відкриття підтвердило правильність ідеї Пенроуза, оскільки квазікристали, як і плитки Пенроуза, мають дуже особливу, але не періодичну структуру.
Іншим важливим досягненням Пенроуза є його винахід спінових мереж у 1971 році. Це математичні конструкції, які стали основою для теорії петлевої квантової гравітації. Ця теорія намагається поєднати квантову механіку (яка описує дуже маленькі частинки) і загальну теорію відносності (яка описує великі структури, як планети і чорні діри). Спінові мережі допомагають вченим зрозуміти, як можна описати структуру простору-часу на найглибшому рівні, де гравітація стає квантовою.
Також Пенроуз став відомим завдяки створенню так званих діаграм Пенроуза. Це спеціальні графіки, які допомагають візуалізувати, як події у просторі-часі можуть бути пов'язані між собою через причинно-наслідкові зв'язки. Наприклад, за допомогою цих діаграм можна зрозуміти, як рухаються об'єкти навколо чорних дір або як простір і час виглядають у дуже екстремальних умовах. Ці діаграми стали важливим інструментом для вивчення таких складних і загадкових явищ, як чорні діри.

### Ранній всесвіт
У 2010 році Роджер Пенроуз заявив про можливі докази існування всесвіту, який існував до Великого вибуху нашого всесвіту. Це припущення ґрунтується на виявлених концентричних колах у даних космічного мікрохвильового фону, отриманих за допомогою космічного апарата Wilkinson Microwave Anisotropy Probe. Ці кола, на думку Пенроуза, можуть бути наслідком подій з попереднього всесвіту, що, в свою чергу, може вказувати на існування циклічного процесу всесвітів. Пенроуз згадує ці можливі докази в епілозі своєї книги Cycles of Time (Цикли часу), опублікованої в 2010 році. У книзі він також висуває ідеї про рівняння поля Ейнштейна, тензор Вейля та гіпотезу тензора Вейля, згідно з якою перехід через Великий вибух міг бути настільки плавним, що попередній всесвіт міг би вижити під час цього переходу.
Пенроуз також розвинув теорію, пов'язану з тензором Вейля, та висунув кілька припущень, деякі з яких були пізніше підтверджені іншими вченими. Одним з важливих результатів його роботи стала популяризація теорії "конформної циклічної космології". Згідно з цією теорією, наприкінці існування всесвіту вся матерія поглинеться чорними дірами, які потім будуть випромінювати випромінювання Гокінга. На цьому етапі всесвіт залишатиметься лише з фотонів, які не будуть відчувати ні часу, ні простору. Це дозволяє стверджувати, що немає різниці між нескінченно великим всесвітом, що складається тільки з фотонів, і нескінченно малим всесвітом, який також складається лише з фотонів. В результаті сингулярність Великого вибуху і нескінченно розширений всесвіт можуть бути еквівалентними, оскільки зникає різниця між ними, коли все складається лише з фотонів.

### Свідомість

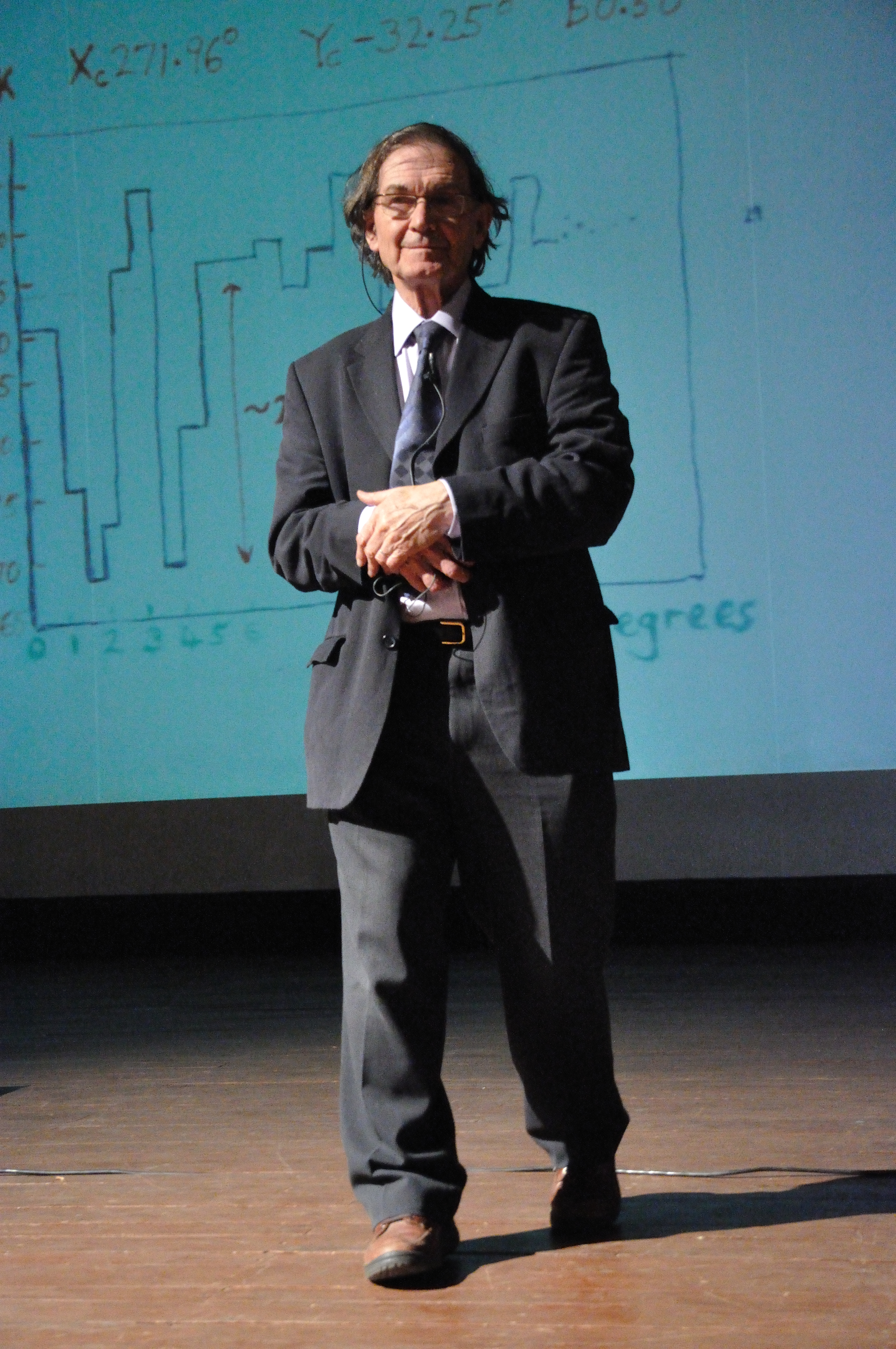
Пенроуз на конференції

Роджер Пенроуз у своїй книзі «Новий розум короля» (1989) розмірковує над тим, що сучасна фізика не може повністю пояснити феномен свідомості. На його думку, щоб зрозуміти, як саме працює наш розум, потрібна ще не відкрита наукою фізична теорія. Він припускає, що ця нова теорія має поєднувати дві галузі фізики: класичну фізику, яка добре описує рух планет, падіння предметів і роботу механізмів і квантову механіку, яка пояснює дивну поведінку найменших частинок, таких як електрони та фотони.Пенроуз вважає, що справжній ключ до розгадки свідомості лежить у тому, як ці дві фізичні теорії взаємодіють між собою. Він називає це правильною квантовою гравітацією — теорією, яка поки що не створена.
Щоб пояснити, чому свідомість не можна звести до звичайних обчислень (наприклад, роботи комп’ютера), Пенроуз звертається до ідеї з математики — теореми зупинки Тюрінга. Ця теорема доводить, що деякі системи діють за суворими законами, але їхню поведінку не можна передбачити заздалегідь за допомогою алгоритму. Іншими словами, навіть якщо певний процес має чіткі правила, неможливо написати програму, яка точно передбачить його результат у всіх випадках. Уявімо просту систему, яка може мати лише два стани: «УВІМКНЕНО» — якщо певний процес завершиться, коли машина Тюрінга зупинається та «ВИМКНЕНО» — якщо процес триватиме нескінченно, коли машина Тюрінга не зупинається. Але є проблема: неможливо наперед визначити, чи завершиться цей процес чи ні. Це означає, що система, хоча і працює за певними законами, все одно є непередбачуваною для звичайного обчислення. З цього Пенроуз робить висновок, що людська свідомість може працювати за принципами, які не можна змоделювати за допомогою комп’ютера. Вона може бути наслідком складних процесів, що виходять за межі класичних алгоритмів і вимагають глибшого розуміння фізики.
Пенроуз вважає, що у світі можуть існувати процеси, які мають чіткі правила, але водночас не піддаються точному передбаченню за допомогою комп’ютерної програми. Він припускає, що такі процеси можуть відігравати важливу роль у колапсії хвильової функції — явищі, яке відбувається в квантовій механіці. У квантовому світі частинка (наприклад, електрон або фотон) може перебувати одразу в кількох станах — це називається квантовою суперпозицією. Але щойно ми намагаємося її виміряти, вона «обирає» лише один із можливих станів. Це явище називається колапсом хвильової функції — перетворенням невизначеного стану в конкретний. Пенроуз припускає, що мозок може якимось чином використовувати ці квантові ефекти, і саме вони можуть бути причиною виникнення свідомості. Сучасні комп’ютери працюють за чіткими алгоритмами — наборами правил, які визначають їхню поведінку. Навіть найскладніші програми, такі як штучний інтелект, виконують лише алгоритмічні операції. Пенроуз вважає, що справжній інтелект неможливо відтворити лише за допомогою алгоритмів. Це суперечить поглядам прихильників обчислювальної теорії розуму — ідеї, що якщо комп’ютер стане достатньо складним, то він зможе мислити, як людина. Пенроуз аргументує, що свідомість виходить за межі звичайної логіки. Він звертається до фундаментальних математичних теорем, які показують, що не всі проблеми можна розв’язати алгоритмічно:
1. Проблема зупинки Тюрінга — доведено, що неможливо створити універсальну програму, яка могла б передбачити, чи зупиниться будь-який алгоритм, чи буде працювати нескінченно.
2. Теореми Геделя про неповноту — у будь-якій математичній системі існують твердження, які неможливо довести, хоча вони правильні.

Це означає, що формальні системи (зокрема комп’ютерні алгоритми) мають свої межі, а людський розум, схоже, здатний виходити за ці межі та розуміти істини, недоступні для машин. Ідею про те, що свідомість не можна звести до алгоритмів, вперше висунув філософ Джон Лукас з Оксфордського університету. Пенроуз розвинув цю думку, пов’язавши її з квантовими процесами, які, на його думку, можуть бути ключем до розуміння роботи нашого мозку.

Пенроуз разом з анестезіологом Стюартом Хамерофом висунули цікаву гіпотезу про те, що свідомість виникає завдяки квантовим процесам у мозку. Вони припустили, що ці процеси відбуваються в особливих клітинних структурах — мікротрубочках, які є частиною клітинного «каркасу» нейронів. Цю теорію назвали Orch-OR (Orchestrated Objective Reduction — Оркестроване об'єктивне скорочення). За їхньою ідеєю, мікротрубочки можуть бути місцем, де квантові ефекти пов’язуються з роботою свідомості. Вони припустили, що саме тут може відбуватися перехід від квантових станів до класичних (тобто момент, коли свідомість «обирає» певний стан). Фізик Макс Тегмарк вирішив перевірити, чи можуть квантові ефекти зберігатися в мікротрубочках достатньо довго, щоб впливати на свідомість. У своїй статті для наукового журналу Physical Review E він провів розрахунки й показав, що квантові ефекти в мозку зникають неймовірно швидко — приблизно у 10 мільярдів разів швидше, ніж передаються сигнали між нейронами. Цей ефект називається квантова декогеренція— це коли квантова система дуже швидко втрачає свою квантову природу через взаємодію з навколишнім середовищем. Іншими словами, мозок просто занадто «теплий» і «хаотичний», щоб у ньому могли довго існувати квантові стани. Багато фізиків підтримали висновки Тегмарка. Наприклад, дослідник IBM Джон А. Смолін зазначив:
«Ми не маємо справи з мозком, температура якого близька до абсолютного нуля. Вкрай малоймовірно, що мозок еволюціонував так, щоб використовувати квантові ефекти».
Іншими словами, більшість вчених вважає, що для виникнення довготривалих квантових станів потрібні дуже специфічні умови — наприклад, наднизькі температури, як у квантових комп’ютерах. Але в мозку такі умови неможливі, тому, на думку критиків, свідомість навряд чи можна пояснити квантовими ефектами.

## Публікації

### Популярні книги:
Ці книги написані для широкої аудиторії та пояснюють складні наукові концепції зрозумілою мовою:
- «Новий розум короля: Про комп’ютери, свідомість і закони фізики(інші мови)» (The Emperor's New Mind, 1989) – про зв’язок між фізикою, свідомістю та обчислювальними машинами[43].
- «Тіні розуму: У пошуках відсутньої науки про свідомість(інші мови)» (Shadows of the Mind, 1994) – продовжує тему свідомості та її зв’язку з квантовими процесами[44].
- «Шлях до реальності: Повний путівник по законах Всесвіту» (The Road to Reality, 2004) – велика книга про фундаментальні фізичні теорії, від класичної механіки до квантової гравітації[45].
- «Цикли часу: Незвичайний новий погляд на Всесвіт» (Cycles of Time, 2010) – гіпотеза про циклічний розвиток Всесвіту[46].
- «Мода, віра і фантазія у новій фізиці Всесвіту(інші мови)» (Fashion, Faith, and Fantasy in the New Physics of the Universe, 2016) – критика сучасних теорій у фізиці[47].

### Спільні праці:
- «Природа простору й часу» (The Nature of Space and Time, 1996) – разом зі Стівеном Гокінгом[48].
- «Велике, мале і людський розум(інші мови)» (The Large, the Small and the Human Mind, 1997) – з Абнером Шимоні, Ненсі Картрайт і Стівеном Гокінгом[49].
- «Білий Марс: Вільний розум» (White Mars: The Mind Set Free, 1999) – разом із письменником-фантастом Браяном Олдісом[50].

### Наукові книги:
Ці праці орієнтовані на науковців і математиків:
- «Методи диференціальної топології в теорії відносності» (Techniques of Differential Topology in Relativity, 1972) – складні математичні методи для опису простору-часу. ISBN 0-89871-005-7.
- «Спінори і простір-час» (Spinors and Space-Time), том 1 (1987) і том 2 (1988) – разом із Вольфгангом Ріндлером, про математичні методи в теорії відносності. ISBN 0-521-33707-0 (до першого тому), ISBN 0-521-34786-6 (до другого тому).

### Передмови до інших книг:
- Передмова до «Карта і територія» (The Map and the Territory, 2018)[51].
- Передмова до «Перемогти шанси: Життя і часи Е. А. Мілна» (Beating the Odds: The Life and Times of E. A. Milne, 2013)[52].
- Передмова до «Обчислюваний Всесвіт» (A Computable Universe, 2012)[53].
- Передмова до «Квантові аспекти життя» (Quantum Aspects of Life, 2008)[54].
- Передмова до «Страшна симетрія» (Fearful Symmetry, 2007)[55].

## Нагороди та відзнаки

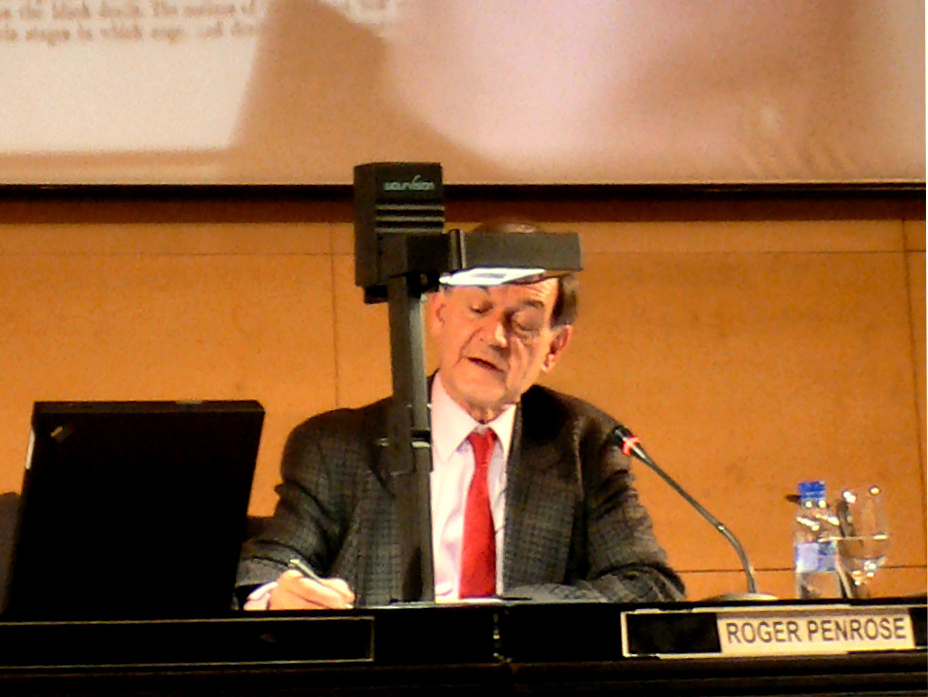
Пенроуз під час лекції

Роджер Пенроуз отримав численні нагороди та визнання за свої видатні досягнення в науці. Ось деякі з них:
- У 1989 році він отримав Медаль та Премію Дірака від Британського інституту фізики, а також був обраний Почесним членом Інституту фізики (HonFInstP)[56].
- У 1994 році його посвятили в лицарі-бакалавра за заслуги перед наукою. Того ж року йому присудили почесний ступінь доктора наук (DSc) Університетом Батя та обрали членом Польської академії наук[57][58].
- У 1998 році Пенроуз став Зарубіжним членом Національної академії наук США[59].
- У 2000 році він отримав титул Члена Ордену Заслуг (OЗ) за свої виняткові досягнення в науці[60].
- У 2004 році Роджер Пенроуз отримав Медаль де Моргана від Лондонського математичного товариства за його значний внесок у математичну фізику[61]. Ось цитата, що супроводжувала цю нагороду:

«Його глибока робота з загальної теорії відносності стала важливим кроком у нашому розумінні чорних дір. Розробка теорії твісторів Пенроузом відкрила продуктивний підхід до класичних рівнянь математичної фізики. Його дослідження в області тінінгу площини стало основою для нещодавно відкритих квазікристалів.»
- У 2005 році Пенроуз також отримав Honoris causa (Dr.h.c.) від Варшавського університету (Польща) та Католицького університету Левена (Бельгія)[63][64].
- У 2011 році його обрали членом Американського філософського товариства[65].
- У 2012 році Пенроуз був удостоєний Медалі Річарда Р. Ернста від Цюріхського технологічного університету (Швейцарія) за внесок у науку та зміцнення зв'язку між наукою і суспільством. Того ж року він отримав почесний ступінь доктора наук (DSc) від Трініті-коледжу в Дубліні (Ірландія) і почесний докторський ступінь від Київського політехнічного інституту (Україна)[66][67].
- У 2015 році Пенроуз отримав Honoris causa (Dr.h.c.) від Центру досліджень та вищої освіти (CINVESTAV) в Мексиці[68].
- У 2017 році він був удостоєний Медалі Командіно від Урбінського університету (Італія) за внесок у розвиток історії науки, а також почесного доктора наук (DSc) від Единбурзького університету[69].
- У 2020 році Пенроуз отримав половину Нобелівської премії з фізики від Королівської шведської академії наук за відкриття, що формування чорних дір є надійним прогнозом загальної теорії відносності. Іншу половину премії отримали Райнгард Ґенцель та Андреа Ґез за відкриття надмасивного об'єкта в центрі нашої галактики. У тому ж році Пенроуз отримав почесний докторський ступінь (DSc) від Кембриджського університету[70][71][72].